# Les Carnets du sous-sol
Les Carnets du sous-sol (en russe : Записки из подполья), connu aussi en français sous les titres Le Sous-sol, Mémoires écrits dans un souterrain, Notes d'un souterrain ou Le Souterrain, est un roman de l'écrivain russe Fiodor Dostoïevski publié en 1864. Le récit se présente sous la forme du journal intime d’un narrateur amer, isolé et anonyme, fonctionnaire retraité vivant à Saint-Pétersbourg, la capitale impériale.

## Publication
Le 21 mars 1864, la première partie des Carnets du Sous-sol est publiée dans le premier numéro de L'Époque , une revue littéraire dirigée par Mikhaïl Dostoïevski, le frère aîné de l'écrivain. La seconde partie paraît au mois de juin de la même année. C'est cette seconde partie que Dostoïevski rédige le 16 avril, à la mort de sa première épouse, Maria Dmitrievna, décédée la veille.

## Personnages
- Le narrateur
- Anton Antonovitch, supérieur hiérarchique du narrateur
- Simonov, ancien camarade d’école du narrateur
- Zverkov, général et ancien camarade d’école du narrateur
- Troudolioubov, ancien camarade d’école du narrateur
- Ferfitchkine, ancien camarade d’école du narrateur
- Liza, prostituée, vingt ans
- Apollon, domestique du narrateur

## Résumé

### Première partie - Le sous-sol
La première partie s'ouvre sur un monologue d’un homme de quarante ans, ancien fonctionnaire qui a démissionné et vit depuis sur un petit héritage. Le narrateur est haineux et se qualifie lui-même de méchant : il revendique avoir été volontairement désagréable avec ses collègues, se dit malade du foie depuis une vingtaine d’années et affirme ne pas se soigner par méchanceté envers lui-même. Il avoue par la suite qu'il se revendique méchant uniquement pour se vanter. En fait, il se complaît dans sa propre déchéance, y trouve une forme de jouissance et place le fait de souffrir comme un signe de plaisir : « Il y a de la volupté dans le mal de dents ».
De là, il revendique sa supériorité sur l’homme simple et spontané qu’il nomme l’« homme normal » bien qu'il ait déjà essayé d’en devenir un lui-même, sans succès.
Au fil des pages, sa colère monte contre l’« homme normal », celui qui agit. Il avoue ne pas agir car il s'estime trop intelligent pour ne pas douter de tous les principes qui animent l'homme d'action. 
Et d’avouer à la fin qu’il ne croit pas à ce qu’il vient de dire, qu’il a préparé tous ces discours car il n’avait rien d’autre à faire et qu’à nous, ses lecteurs, il va faire une confidence, il va essayer de ne pas se mentir, nous mentir et de raconter un souvenir qu’on ne raconte à personne. Ce récit s'intitulera À propos de neige fondue.
Dans cette première partie, Dostoïevski engage, sur le mode de la dissertation, un monologue forcé de l'homme souterrain avec des partenaires imaginaires qui ne répondent jamais. Le portrait psychologique du maniaco-dépressif prend place, à travers les paradoxes et les renversements incessants de la pensée de l'auteur. La tranquillité étant le support préalable à toute action, la frénésie de son inquiétude constitue pour l'homme de la cave une paralysie. Une paralysie dont il ne se défend pas, au contraire, « l'inertie contemplative étant préférable ». Cette inertie contraste avec le foisonnement intérieur : conscience et imagination. Ainsi, l'homme du sous-sol apparaît paradoxalement comme tout sauf inactif, changeant et bouleversant tout. 
Dostoïevski livre ici une ouverture philosophique fondamentale : la vision de l'Homme dont la conscience ne constitue pas la grandeur (cf. Blaise Pascal), mais un fléau. Pour le narrateur, l'homme conscient est d'autant plus malade qu'il est clairvoyant, il est d'autant plus clairvoyant qu'il regarde autour de lui et voit le Mal partout, il est d'autant plus fou puisque la présence de ce mal est une folie. Avant les célèbres enfants de Fiodor Pavlovitch Karamazov, Dostoïevski, à travers la critique de l'idéalisme optimiste vouant l'homme au « bien-être », donne une critique vigoureuse de l'absurdité du Mal, ne pouvant être ni rationnel, ni théologique, puisque frappant l'innocence.

### Deuxième partie - À propos de neige fondue
Le narrateur revient sur l’année de ses vingt-quatre ans : déjà seul, son travail et ses collègues ne lui amenaient aucune satisfaction. Une fois pourtant, il s’est abaissé à leur parler, mais cela n’a pas duré. Ses seuls loisirs sont la lecture et la débauche.
Un soir, il décide de se rendre dans une salle de billard. Étant sur le passage d'un officier au moment où celui-ci souhaite se déplacer autour du billard, il se fait soulever des deux mains et déposer quelques mètres plus loin. Se sentant profondément blessé et humilié par cet acte, il ne pensera plus, pendant deux ans, qu'à se venger. 
Il commence donc à se renseigner sur l'officier, à le suivre dans les rues, à se faire "ses films" (il s'imagine lui écrire une lettre où il le provoque en duel, ce qui provoque l'admiration de l'officier) et à le haïr de plus en plus, l'homme n'ayant toujours rien remarqué et ne sachant même pas que le narrateur existe. Constatant que l'officier emprunte assez souvent la perspective Nevski, une idée lui vient alors : le bousculer en pleine rue pour se laver de son humiliation. Finalement, après maintes tentatives infructueuses et alors qu'il est sur le point d'abandonner, il arrive finalement à lui heurter l'épaule ; c’est à peine si l’officier s’en aperçoit, mais lui triomphe intérieurement.
Il s'est invité à un dîner où d'anciens camarades de lycée (Simonov, Troudolioubov et Ferfitchkine) fêtent le départ de l'un des leurs, Zverkov, mais personne ne veut de lui car il n'a laissé que de mauvais souvenirs, se sentant tellement supérieur. Ils arrivent une heure après l'heure prévue, s'amusent à provoquer le narrateur, qui sombre petit à petit dans la colère. Il est agressif, refuse l'idée de partir malgré leur hostilité manifeste et s'enfonce dans le ridicule : il fait un discours complètement ivre, provoque Ferfitchkine en duel devant ses camarades pliés de rire, et marche d'un endroit à un autre de la pièce en boucle pendant trois heures en faisant exprès de faire claquer ses bottes pour attirer l'attention. Il finit par s'excuser auprès d'eux pour son comportement et implore leur amitié, alors qu'ils ne font même plus attention à lui. Ils le quittent pour finir la fête dans une maison close. Il les pourchasse pour se venger, mais quand il arrive sur les lieux, ils n'y sont plus. Il s'endort dans une pièce, ivre.   
Il se réveille au côté d'une jeune prostituée, Lisa, avec qui il se met à discuter. Il s'engage dans une tirade romantique, lui décrivant l’amour idéal et le comparant à l'avenir atroce qu'elle a. Son discours la touche, la désespère et elle veut le revoir. 
Trois jours plus tard, Lisa arrive chez lui alors qu'il est en train de se quereller avec son domestique. Honteux d'avoir été surpris dans cet état, il rentre dans un état de panique et se met à pleurer. Il s'énerve alors contre Lisa et la sermonne violemment. Elle comprend alors tout le mal être du narrateur, se jette sur lui et le prend dans ses bras. Il ne peut pas supporter de passer de ce qu'il voit comme un rôle de dominant (à la suite de la première rencontre) à dominé, et se terre à nouveau dans le ressentiment. Elle subit une dernière humiliation (il lui met un billet de 5 roubles dans la main) et s'enfuit de chez lui. Il se lance à sa poursuite, mais elle a disparu. Il ne la reverra plus.  

## Extraits
- « Je suis un homme malade... Je suis un homme méchant. Je suis un homme déplaisant[5]. »
- « J’ai mal au foie ! Tant mieux ! Et tant mieux encore si le mal empire[5]. »
- « C’est le désespoir qui recèle les voluptés les plus ardentes. »
- « L’homme normal… J’envie cet homme. Je ne le nie pas : il est bête. Mais, qu’en savez-vous ? Il se peut que l’homme normal doive être bête. »
- « Moi, je suis seul, et eux, ils sont tous ! »
- « La fin des fins messieurs, est de ne rien faire du tout. L’inertie contemplative est préférable à quoi que ce soit. »
- « Nos désirs sont presque toujours erronés à cause d'une conception erronée de nos intérêts. »

## Adaptations au cinéma
- 1980 : Bobo la tête de Gilles Katz.
- 1986 : Jour et Nuit de Jean-Bernard Menoud.
- 1995 : Notes from Underground de Gary Walkow.
- 2005 : J'irai cracher sur vos tongs de Michel Toesca.
- 2012 : Inside (turc : Yeraltı) de Zeki Demirkubuz.
- 2015 : Johnny Walker de Kris De Meester.

## Éditions françaises
- Notes d'un souterrain, Edition AUBIER MONTAIGNE PARIS, Collection bilingue Russe, 1972
- Les Carnets du sous-sol, traduit par André Markowicz, Actes Sud, Collection Babel, Arles, 1992,  (ISBN 2-7427-2767-1)
- Le Sous-Sol traduit par Pierre Pascal, Bibliothèque de la Pléiade, Édition Gallimard, 1956, 115 pages  (ISBN 2-07-010178-9)